# 乞伏結權
乞伏結權（?—?），為西晉時隴西部鮮卑首領，十六國時期西秦建立者乞伏國仁之高祖父，承襲父亲乞伏祐鄰，在位時間不詳。
其父乞伏祐鄰在夏緣兼并了鮮卑鹿結部落的部眾，固居高平川。乞伏祐鄰死後，乞伏結權迁徙到牽屯。乞伏結權有三子：乞伏利那、乞伏祁埿、乞伏轲埿。乞伏利那、乞伏祁埿先后成为隴西鮮卑的首領。乞伏轲埿在乞伏祁埿死后，辅佐乞伏利那之子乞伏述延成为隴西鮮卑的首領。
| 前任： 乞伏祐鄰 | 隴西部鮮卑首領 | 繼任： 乞伏利那 |